# Alfred Frank
Pour les articles homonymes, voir Frank.
Alfred Frank (né le 28 mai 1884 à Lahr, mort le 12 janvier 1945 à Dresde) est un peintre, lithographe, graveur et sculpteur allemand.

## Biographie
Alfred Frank est le fils de Max Alfred Frank, jardinier. Il fait un apprentissage de lithographe et rejoint le SPD à Leipzig en 1906. De 1906 à 1908 et de 1910 à 1912, il fréquente l'école du soir de la Hochschule für Grafik und Buchkunst Leipzig et devient peintre de paysages et de portraits, fait aussi de la gravure.
De retour de la Première Guerre mondiale, il rejoint le KPD en 1919, conçoit des affiches et des banderoles pour le parti à partir de 1923 et travaille comme illustrateur de presse pour l'organe communiste Sächsische Arbeiter-Zeitung. À partir de 1925, il enseigne à l'université populaire de Leipzig. En 1928, Frank rejoint l'Association des artistes plasticiens révolutionnaires (ASSO), dont il devient représentant à Leipzig.
Lorsque les nazis prennent le pouvoir en 1933, Frank est renvoyé de l'université populaire et placé en détention conservatoire jusqu'à l'automne, puis condamné à un an de prison en 1934. En 1935, il fonde avec d'autres intellectuels comme Margarete Blank, Wolfgang Heinze et Georg Sacke un groupe de résistance qui rejoint le groupe Schumann-Engert-Kresse autour de Georg Schumann, Otto Engert et Kurt Kresse au début de la Seconde Guerre mondiale.
Alfred Frank est de nouveau arrêté le 19 juillet 1944, condamné à mort par le Volksgerichtshof le 23 novembre et exécuté dans la cour du Landgericht de Dresde le 12 janvier 1945.

## Commémoration
Alfred Frank vécut de 1914 jusqu'à son arrestation au Schleußiger Quandtstrasse 11 (devenue en 1946 Alfred-Frank-Strasse). Une plaque commémorative au point de rencontre illégal de l'étang de Lübschütz rappelle Frank, tout comme une plaque commémorative sur le bâtiment résidentiel de Leipzig. Une place du quartier de Reudnitz porte son nom.